# افعی کوه‌های اطلس
افعی کوه‌های اطلس (نام علمی: Vipera monticola) نام یک گونه از سرده افعی است.